# 주리형
주리형은 죄인의 두 다리를 묶어두고 정강이 사이를 주릿대 두 개로 비트는 형벌이다. 다른 말로 전도주뢰라고도 한다.
주리를 트는 모습은 대개 죄인을 땅바닥에 앉혀놓고 삼각형 막대 두 개를 이용해 양쪽으로 비트는 모습이다.